# Диви кози
Дивите кози (Rupicapra) са род тревопасни бозайници от разред Чифтокопитни с ясно определен европейски произход.

## Класификация
Дивите кози биват два вида:
- Rupicapra rupicapra – Дива коза
- Rupicapra pyrenaica – Пиренейска дива коза

Двата вида са много близки и в миналото са определяни като подвидове на един и същи вид. В днешно време обаче се смята, че има достатъчно белези от генетичен, биохимичен и морфологичен характер сочещи, че става въпрос за различни видове.
Понастоящем дивите кози се отнасят към подсемейство Caprinae, заедно с Козите (Capra), Овцете (Ovis) и др., но е нужно да отбележим, че бяха причислявани към Антилопите (Antilopinae).

## Общи сведения
Дивите кози обитават високите планини, като са много добре приспособени за живот в скалисти и стръмни участъци. Зоната им на обитание е малко по-ниско от тази на алпийските козирози, с които заемат сходна екологична ниша.
Навсякъде дивите кози са малобройни и защитени. В България Дивата коза (Rupicapra rupicapra) е вписана в Червената книга и е под закрилата на закона.